# Zenon Ważny

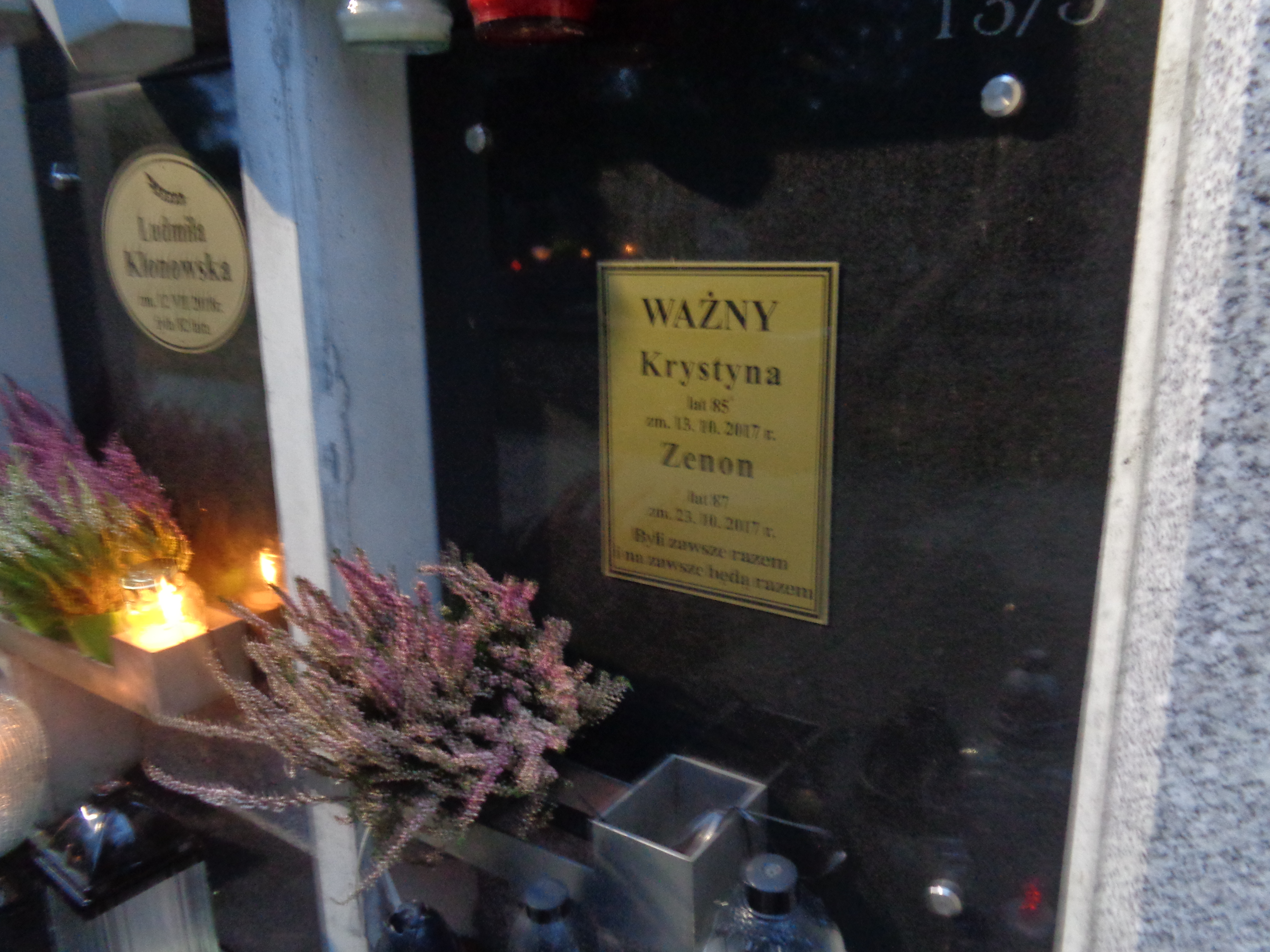
Kolumbarium w którym jest pochowany Zenon Ważny na Cmentarzu Wojskowym na Powązkach

Zenon Romuald Ważny (ur. 6 grudnia 1929 w Wilnie, zm. 23 października 2017 w Warszawie) – polski sportowiec – lekkoatleta, skoczek o tyczce, nauczyciel akademicki, prof. dr hab. nauk o kulturze fizycznej. 

## Życiorys
Absolwent z 1956 AWF Warszawa. Karierę akademicką rozpoczął od młodszego asystenta w Zakładzie Lekkiej Atletyki, w 1964 roku uzyskał stopień doktora nauk wychowania fizycznego, w roku 1978 doktora habilitowanego, a w 1986 roku otrzymał tytuł profesora nauk o kulturze fizycznej. Pełnił w uczelni liczne funkcje, m.in.: Kierownika Zakładu Teorii Sportu, Kierownika Katedry Teorii Sportu, Dyrektora Instytutu Sportu, Kierownika Zakładu Kontroli Treningu Sportowego (1996-2000). Przez kilka kadencji w latach 1977–1980 oraz 1990–1996 był prorektorem ds. nauki AWF Warszawa.
Zawodnik klubów: Ogniwo Warszawa, AZS Warszawa, Legia Warszawa. Olimpijczyk z Helsinek (1952) i Melbourne (1956: 6. miejsce z wynikiem 4,25). Piąty zawodnik mistrzostw Europy w Sztokholmie (1958) z wynikiem 4,30. Dwukrotny brązowy medalista akademickich mistrzostw świata (1951, 1954), złoty medalista uniwersjady (1957). 
4–krotny mistrz (1951, 1952, 1956, 1958) i 3–krotny rekordzista kraju w skoku o tyczce (do 4,53 w 1958). Dwukrotnie klasyfikowany w rankingu Track and Field News: na 9. miejscu w 1956 i 7. – w 1958 roku. 
Nauczyciel akademicki AWF Warszawa i AWF Katowice, autor wielu prac naukowych, działacz sportowy (m.in. wiceprezes PZLA w latach 1981–1983). Mieszkał w Warszawie. Został pochowany na cmentarzu wojskowym na Powązkach (kwatera:Q KOL9 rząd:3, grób:13)

## Odznaczenia
- Krzyż Oficerski Orderu Odrodzenia Polski
- Krzyż Kawalerski Orderu Odrodzenia Polski
- Złoty Krzyż Zasługi
- Medal Komisji Edukacji Narodowej
- Brązowy Medal "Za wybitne osiągnięcia Sportowe"
- Odznaką "Zasłużony Mistrz Sportu"
- Medal 100-lecia Sportu Polskiego
- Złota Odznaka Akademickiego Związku Sportowego
- Złota Honorowa Odznaka Warszawskiego Związku Lekkiej Atletyki.